# فاضل كوجوك
فاضل كوجوك أو فاضل كجك (بالتركية: Fazıl Küçük)؛ (14 مارس 1906 - 15 يناير 1984) هو سياسي من القبارصة الأتراك شغل منصب النائب الأول لرئيس جمهورية قبرص.

## السيرة الذاتية
ولد فاضل كوجوك وهو ابن مزارع في نيقوسيا سنة 1906. وبعد تخرجه من المدرسة الثانوية التركية في نيقوسيا، تابع دراسة الطب في جامعات اسطنبول ولوزان وباريس. وبعد عودته إلى قبرص سنة 1937 بدأ ممارسة مهنته، لكن اهتمامه بالسياسة أدى به إلى أن يصبح صوتًا لحقوق القبارصة الأتراك. فأسس في سنة 1941 صحيفة Halkın Sesi (صوت الشعب) وأصبح مدير تحريرها. بسبب حملته ضد الإدارة الاستعمارية البريطانية، لم تُمنح جريدته تصريحًا للنشر حتى سنة 1942 وما زالت الجريدة تُنشر حتى يومنا هذا.
وفي 1943 أصبح أحد مؤسسي رابطة الأقلية التركية في جزيرة قبرص (Kıbrıs Adası Türk Azınlığı Kurumu - المعروفة باسم KATAK). وكان الهدف هو تعزيز الرفاه الاجتماعي والاقتصادي والسياسي للشعب القبرصي التركي. وبسبب خلافاته مع بعض أعضائها انفصل عن الرابطة وأنشأ حزب الشعب التركي الوطني القبرصي (Kıbrıs Millî Türk Halk Partisi - المعروف باسم KMTHP). وبعد نزاع دام 15 عامًا تمكن كوجوك من نقل الأوقاف الإسلامية من سيطرة البريطانيين إلى القبارصة الأتراك.
خلال مؤتمري لندن وزيورخ 1959 لإنشاء جمهورية قبرصية مستقلة، مثل كوجوك المجتمع القبرصي التركي وكان قادرًا على تأمين الضمانات الدستورية للشعب. وفي 3 ديسمبر 1959 انتخب نائبا لرئيس الجمهورية الجديدة. وبعد مقترحات القبارصة اليونانيين لتعديل الدستور (انظر النزاع القبرصي) واصل كوجوك منصب نائب رئيس جمهورية قبرص حتى سنة 1973 عندما خلفه رؤوف دنكتاش. على الرغم من اعتلال صحته واصل كوجوك دعم القبارصة الأتراك من خلال صحيفة صوت الشعب الخاصة به.
توفي كوجوك في مستشفى وستمنستر في 15 يناير 1984، بعد أقل من عام من إعلان استقلال الجمهورية التركية لشمال قبرص من جانب واحد. وهو عم رئيس الوزراء السابق للجمهورية التركية لشمال قبرص ، إيرسن كجك.

## وصلات خارجية
- معلومات مختصرة عن حياة الدكتور فاضل كوجوك
- صوت الشعب Halkın Sesi الصحيفة باللغة التركية